# Pasta de Unna

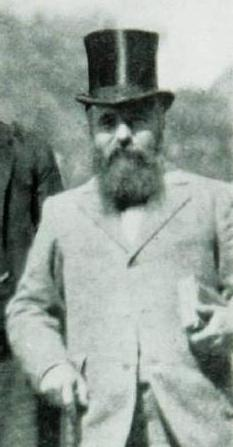
Professor Paul Gerson Unna, desenvolvedor da pasta de Unna.

Pasta de Unna é uma pomada desenvolvida pelo dermatologista alemão Paul Gerson Unna.

## Pasta de Unna mole e dura
Pasta de Unna dura ou mole é uma pomada feita de óxido de zinco, água, glicerina e gelatina indicada no tratamento de varizes, edemas linfáticos e úlcera varicosa.